# Савоненко, Нина Иосифовна
Нина Иосифовна Савоненко (12 апреля 1921, Уфа — 25 февраля 1994, Гатчина, Ленинградская область) — врач центральной районной больницы, Гатчинский район Ленинградской области.

## Биография
Родилась 12 апреля 1921 года в городе Уфа, Республики Башкортостан.
В 1942 году окончила Башкирский медицинский институт, лечебный факультет. Трудовую деятельность начала в 1942 году ординатором в Тихвинской инфекционной больнице Ленинградской области. В 1943—44 годах работала начальником районной санитарно-эпидемиологической станции города Тихвин.
В 1944 году после освобождения города и Гатчинского района от немецко-вражеских захватчиков направлена заведующей Гатчинским районным отделом здравоохранения. В 1946—47 годах — городской эпидемиолог, инспектор Гатчинского городского отдела здравоохранения. В 1948 году окончила курсы по педиатрии Ленинградского государственного педиатрического института. В 1948—53 годах — врач-педиатр Гатчинской детской поликлиники. С 1953 года в городской больнице (заведующая детским отделением, в 1957—60 годах заместитель главного врача по детству). В 1962—76 годах врач фтизиопедиатор в детской консультации туберкулёзного диспансера Гатчинской центральной районной больницы. Деятельность Н. И. Савоненко по снижению заболеваемости детей туберкулёзом была признана образцовой в СССР. Награждена орденом Ленина и золотой звездой Героя Социалистического Труда (1969). Член КПСС с 1959 года.
Имея значительный опыт в работе организатора по охране здоровья детей, Н. И. Савоненко внесла большой вклад в решение одной из центральных задач здравоохранения — ликвидации туберкулёза как распространённого заболевания, в частности по Гатчинскому району. Все массовые профилактические мероприятия по туберкулёзу среди детей проходили при её активном и непосредственном участии, что способствовало резкому снижению заболеваемости и инфицированности туберкулёзом среди детей как в Гатчинском районе, так и в Ленинградской области в целом. Заболеваемость детей туберкулёзом в Гатчинском районе за шесть лет снизилась на 75 %. В 1968 году выявлено всего 2 случая заболевания детей активным туберкулёзом, который практически как распространённое заболевание среди детей в районе ликвидирован.
Указом Президиума Верховного Совета СССР от 4 февраля 1969 года за большие заслуги в области охраны здоровья советского народа и внедрение новых методов лечения Савоненко Нине Иосифовне присвоено звание Героя Социалистического Труда с вручением ордена Ленина и золотой медали «Серп и Молот».
Избиралась депутатом областного и городского Советов народных депутатов, членом Гатчинского горкома КПСС.
Жила в городе Гатчина Ленинградской области. Скончалась в феврале 1994 года. Похоронена на Новом Гатчинском кладбище.